# Jakow Grigorjewitsch Schilinski

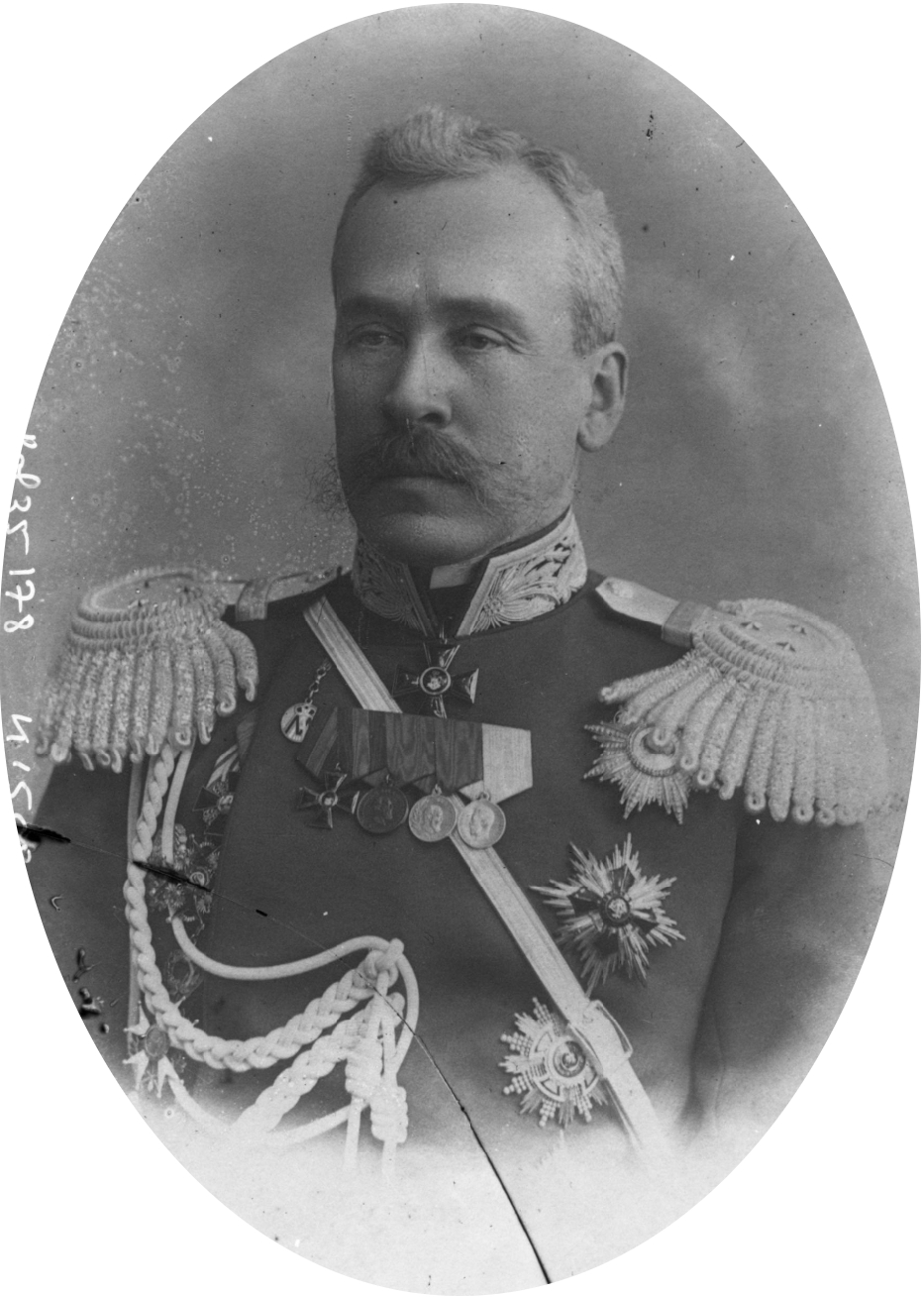
Jakow Schilinski

Jakow Grigorjewitsch Schilinski (russisch Яков Григорьевич Жилинский; wissenschaftliche Transliteration Jakov Grigor'evič Žilinskij, * 15. Märzjul. / 27. März 1853greg. in Michailow, Gouvernement Rjasan; † 1918 in Südrussland) war ein russischer Offizier der Kaiserlich Russischen Armee, zuletzt General der Kavallerie, sowie Generalstabschef in der Zeit vor dem Ersten Weltkrieg.

## Leben
Schilinski stammte aus einer adligen Familie mit Wurzeln im Gouvernement Smolensk, sein Vater war ein Oberst der russischen Armee. Er wurde am Moskauer Kreimann-Gymnasium erzogen und trat 1873 in die Armee ein. 1876 schloss er die Nikolaus-Kavallerieschule in Sankt Petersburg ab und wurde als Kornett in die Chevaliergarde aufgenommen. 1883 schloss er die Nikolaus-Akademie des Generalstabes als Stabsrittmeister ab. Anschließend diente er im Moskauer Militärbezirk, unter anderem als Adjutant im Stab der 1. Grenadierdivision. Von 1887 bis 1894 war er Kanzleigehilfe im militärisch-wissenschaftlichen Komitee des Generalstabs, die Beförderung zum Oberst erfolgte 1891.
Während des Spanisch-Amerikanischen Krieges diente Schilinski im Auftrag des Chefs des Generalstabs als Beobachter auf Kuba. 1899 war er Vertreter des russischen Kriegsministeriums auf der 1. Haager Friedenskonferenz. Anschließend übernahm er als Kommandeur das 52. Nischyner Dragonerregiment. Von August 1900 bis Januar 1904 diente Schilinski danach als Generalquartiermeister im Generalstab. Zum Generalleutnant befördert, wurde er sodann Stabschef des Gouverneurs im Fernen Osten, Admiral Jewgeni Alexejew. Nach der Auflösung des Stabes wurde er zur Verfügung des Kriegsministers gestellt. Ab Januar 1906 befehligte er die 14. Kavalleriedivision, ab Juli 1907 das X. Armeekorps im Kiewer Militärbezirk. Hier wurde er 1910 zum General der Kavallerie befördert.
Im Februar 1911 übernahm Schilinski den Posten des Generalstabschefs von Alexander Gerngross. Im März 1914 wurde er zum Befehlshaber des Warschauer Militärbezirks und Generalgouverneur von Warschau ernannt. Nach der russischen Mobilmachung zum Ersten Weltkrieg übernahm er den Befehl über die dabei gebildete Nordwestfront. Nach dem Scheitern des Angriffs auf Ostpreußen in der Schlacht bei Tannenberg und der Schlacht an den Masurischen Seen musste er schon im September 1914 seinen Posten räumen, sein Nachfolger wurde Nikolai Russki. Er stand danach zur Verfügung des Kriegsministers und erhielt kein weiteres Kommando. Von 1915 bis 1916 war er zur Liaison mit dem französischen Grand Quartier Général in Frankreich. 1917 wurde er aus dem Dienst entlassen. Nach der Oktoberrevolution versuchte er, das Land zu verlassen, wurde aber unter ungeklärten Umständen 1918 erschossen.